# Vámonos con Pancho Villa
Vámonos con Pancho Villa ist ein mexikanisches Filmdrama aus dem Jahr 1936, der vom Regisseur Fernando de Fuentes gedreht wurde. Der Film erzählt die Geschichte von einer Gruppe von Freunden, die sich Pancho Villa in dessen Kampf anschließt. Im Laufe der Zeit sterben alle aufgrund der harten Kämpfe und des mangelnden Interesses von Pancho Villa an seinen Männern, nur einer kehrt wieder nach Hause zurück. De Fuentes behandelt in diesem Film die Grausamkeit der Revolution und enthält sich einer Glorifizierung, wie sie in vielen weiteren filmischen Bearbeitung der Thematik zum Ausdruck kommen sollte. Die Produktion des Filmes durch das neugegründete Studio Cinematográfico Latino Americana wurde vom Staat stark gefördert und war die bis dahin teuerste in Mexiko. Nach Abschluss der Dreharbeiten stand das Studio vor dem Konkurs und der Staat sprang für die Schulden ein. Der Film konnte kein großes Publikumsinteresse auf sich ziehen, erst mit der Zeit stieg das Interesse an ihm. Nun gilt Vámonos con Pancho Villa als ein Meisterwerk des Mexikanischen Films.

## Handlung
In dem (fiktiven) mexikanischen Dorf San Pablo wird der junge Miguel Ángel del Toro (Ramón Vallarino) beim Holzhacken von einem Capitán der Regierungs-Truppen schikaniert; nur mit Mühe kann er diesem über eine Mauer entkommen. Seine Flucht führt ihn zur Behausung des Bauern und Vaters zweier Kinder Tiburcio Maya (Antonio R. Frausto), bei dem sich schon andere Männer der von Armut geplagten Ortschaft eingefunden haben: Der etwas vorlaute Melitón Botello (Manuel Tamés „Regulo“), dazu Rodrigo und Máximo Perea (Carlos López „Chaflán“, Raúl de Anda) sowie Martín Espinosa (Rafael F. Muñoz). Die hoffnungslose Lage diskutierend, beschließt das Sextett, sich den vorrückenden Truppen von Pancho Villa anzuschließen; ihr Mut wird auch dadurch ersichtlich, dass sie sich „Los Leones“ nennen – die „Löwen von San Pablo“.
Bei ihrer Ankunft im an einem Eisenbahn-Haltepunkt befindlichen Lager des Revolutionsführers begegnet ihnen ein freundlicher, an bedürftige Bauern gerade Mais verteilender Villa (Domingo Soler). Mit der ausgelassenen Stimmung ist es bald vorbei, als es in die ersten Kämpfe geht, wiewohl sich die „Löwen“ bei der Einnahme einer Stadt durch besonderen Mut auszeichnen. Daran erinnert sich der General, als es bei einem Gefecht auf offenem Gelände zu großen Verlusten kommt, die ein feindliches Maschinengewehr verursacht: Villa befiehlt den Männern um Tiburcio, etwas gegen das MG-Nest zu tun, und tatsächlich gelingt es Máximo Perea, die Waffe nach einem waghalsigen Ritt den Regierungs-Truppen zu entreißen – dabei wird er allerdings tödlich verwundet. Nach und nach entpuppt sich der vermeintliche Freiheitskämpfer als menschenverachtender Despot, und in den fortwährenden Geschehnissen dezimiert sich peu à peu die kleine Gruppe der Tapferen aus San Pablo: Nachdem Espinosa beim nächtlichen Angriff auf eine Festung den Tod fand, begibt sich ein „Löwen“-Trio (ohne den jungen Miguel) auf eine unüberlegte Parlamentärs-Mission, wird prompt verhaftet und soll hingerichtet werden; der leicht übergewichtige Botello hängt schon am Seil, das aber glücklicherweise reißt, doch im Granatfeuer der nachfolgenden Rettungsaktion stirbt Rodrigo Perea.
Schließlich kommt auch Botello im Rahmen einer ausgelassenen Cantina-Feier nach Eroberung einer weiteren Kommune ums Leben – er wird das tragische Opfer eines irrwitzigen Revolverwurfspiels, wählt mit einer schmerzenden Kugel im Bauch den Freitod. Nur noch Tiburcio und Miguel sind übrig, doch der Jüngere schwächelt, hat sich mit den Pocken infiziert; als Villa davon erfährt, ordnet er mit Verweis auf die Ansteckungsgefahr dessen Tötung an. Äußerst widerwillig führt der letzte „Löwe“ den Befehl aus, verbrennt den Leichnam seines Kameraden und wird – da er selbst ziemlich kränklich wirkt – aus der Armee entlassen. Desillusioniert von Villa und der Revolution, läuft er auf nächtlichen Schienen seinem Heimatdorf entgegen.
Ein in den Achtzigern gefundene alternatives Ende zeigt Tiburcio zehn Jahre nach seiner Rückkehr im Kreis seiner Familie. Gerade mit Sohn Pedro (José „Pepe“ del Rio) bei der Feldarbeit, kommt ein großer Truppenverband General Villas vorbei. Dieser erkennt den einstigen „Löwen“ und verlangt, dass sich Tiburcio erneut seinen Streitkräften anschließt. Dieser will jedoch Frau und Kinder nicht verlassen, worauf Villa beide erschießt; Tiburcios wütende Auflehnung endet ebenfalls mit einer tödlichen Kugel; Villa nimmt daraufhin den verzweifelten Pedro mit.

## Hintergrund
Nach El compadre Mendoza und El prisionero trece legte Fernando de Fuentes mit Vámonos con Pancho Villa den dritten Film seiner Revolutionstrilogie vor. Der Film basierte auf einer Romanvorlage, in ihm inszenierte de Fuentes das große mexikanische Thema der Revolution als ein umwälzendes Ereignis, das seine verständnislosen Teilnehmer überwältigt. Dabei setzte er auch den Zwiespalt zwischen den Idealen der Revolution und ihrer chaotischen, widersprüchlichen Erscheinung in Szene. Damit trug der Film auch zur Bewältigung der immer noch stark präsenten revolutionären Ereignisse und Konflikte in Mexiko bei. Dabei wurde Fernando de Fuentes nicht von der Regierung behindert, was ein Zeichen für das offene Klima dieser Zeit war. Im Gegensatz waren spätere Verfilmungen mit Bezug zu Pancho Villa verklärend und folgten damit der Staatslinie, die ihn zu einem Freiheitskämpfer und Vorbild hochstilisierte. In diesem Sinne war Vámonos con Pancho Villa der letzte Film, der sich ehrlich und unbeeinflusst mit diesem Thema auseinandersetzen konnte.
Die Produktion des Films übernahm die neugegründete Gesellschaft Cinematográfico Latino Americana, die vom Staat subventionierte wurde und 1935 mit der zu diesem Zeitpunkt besten Technik ausgestattet ihre Arbeit aufnahm. Der Staat unterstützte den Dreh etwa durch das Bereitstellen eines kompletten Trains, eines Regiments regulärer Truppen, Artillerie, Uniformen, Pferde und weiteres militärisches Material. Aufgrund der aufwändigen Produktion kostete Vámonos con Pancho Villa eine Million Pesos und war damit der bis dahin teuerste Film Mexikos. Das Studio konnte diese Kosten allein nicht tragen und hätte Konkurs anmelden müssen, wenn nicht die Regierung für diese Summe eingesprungen wäre und somit den Fortbestand des Unternehmens sicherte. Der Film konnte kein großes Zuschauerinteresse auf sich ziehen und war somit ein Flop. Er wurde nur eine Woche im Kino gezeigt und dann aus dem Programm genommen. Erst nach langer Zeit, in den 1989er-Jahren, stieg die Beachtung für ihn und seine Qualität wurde wahrgenommen. Auch ein alternatives Ende wurde zu dieser Zeit gefunden. Heutzutage wird er als ein Meisterwerk des Mexikanischen Films angesehen. Fernando de Fuentes nächster Film Allá en el Rancho Grande wurde im Gegensatz zu Vámonos con pancho Villa ein großer Erfolg beim Publikum.